# Bergen Domkirke
60°23′37″N 5°19′49″Ø / 60.39361°N 5.33028°Ø
Bergen Domkirke er en langkirke fra 1150 i Bergen, Hordaland fylke.
Kirken, der har 615 pladser, tilhørte under senmiddelalderen et franciskanerkonvent. Kirken brændte 1248, 1270 og atter 1463/64 og var i ruiner da den i 1537 blev domkirke. Den tidligere domkirken var Kristkirken på Holmen i Bergen, der blev revet i 1531.